# Plastisk sprængstof
Plastisk sprængstof er en fællesbetegnelse for en række forskellige blandingssprængstoffer, der er plastiske, dvs. formbare i lighed med marcipan. Et plastisk sprængstof kan fx bestå af 77% hexogen og 23% aromatiske nitroforbindelser, samt evt. små mængder nitroglycerin.